# 索克西朗日
索克西朗日（法語：Sauxillanges，法語發音：[soksilɑ̃ʒ]）是法国多姆山省的一个市镇，属于伊苏瓦尔区。

## 地理
索克西朗日（45°33'4"N, 3°22'17"E）面积24.9 平方千米，位于法国奥弗涅-罗讷-阿尔卑斯大区多姆山省，该省份为法国中南部省份，北起阿列省接壤，东临卢瓦尔省，南至上盧瓦爾省和康塔爾省，西接科雷兹省和克勒兹省。
与索克西朗日接壤的市镇（或旧市镇、城区）包括：布雷纳、埃格利斯讷沃-德利亚尔、芒略、圣艾蒂安叙于松、圣让昂瓦勒、圣康坦-叙索克西朗日、叙热尔、于松、瓦雷讷叙于松、欧亚-弗拉。
索克西朗日的时区为UTC+01:00、UTC+02:00（夏令时）。

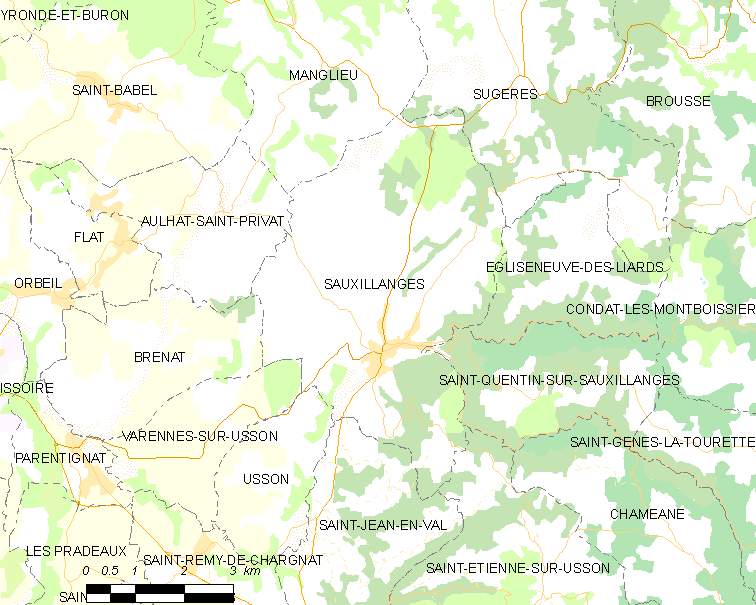
索克西朗日的OSM定位图

## 行政
索克西朗日的邮政编码为63490，INSEE市镇编码为63415。

## 政治
索克西朗日所属的省级选区为布拉萨克莱米讷县。

## 人口

1962-2008年间索克西朗日人口变化图示

索克西朗日于2022年1月1日时的人口数量为1328人。